# Korkeasaari (ö i Finland, Mellersta Finland, Keuruu, lat 62,43, long 24,37)
Korkeasaari är en ö i Finland. Den ligger i sjön Suojärvi och i kommunen Keuru i den ekonomiska regionen  Keuru ekonomiska region  och landskapet Mellersta Finland, i den centrala delen av landet, 250 km norr om huvudstaden Helsingfors. Öns area är 1,4 hektar och dess största längd är 180 meter i sydöst-nordvästlig riktning.